# 蘇爾斯科耶區

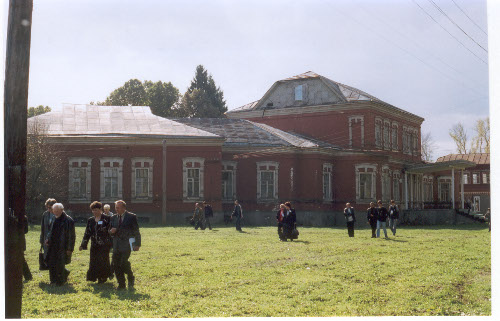

54°28′51″N 46°43′07″E / 54.48083°N 46.71861°E
蘇爾斯科耶區（俄语：Сурский район），是俄羅斯的一個區，位於該國西南部，由烏里揚諾夫斯克州負責管轄，面積1,688平方公里，2010年人口19,430，人口密度每平方公里11.51人。